# کایته
کایته (به پرتغالی: Caetité) یک منطقهٔ مسکونی در برزیل است که در باهیا واقع شده‌است. کایته ۲٬۶۵۱٫۵ کیلومتر مربع مساحت و ۵۱٬۰۸۱ نفر جمعیت دارد.